# Alexandr Něvský
Alexandr Jaroslavič Něvský, často uváděn jako svatý Alexandr Něvský (rusky Александр Ярославич Невский, zřejmě 30. května 1220, Pereslavl-Zalesskij – 14. listopadu 1263, Goroděc na Volze) byl kníže novgorodský (1236–1252) a veliký kníže vladimirský (1252–1263), který je pro svá vítězství uctíván jako národní hrdina Ruska.
Porazil švédské vojsko v bitvě na řece Něvě (15. července 1240) a Řád německých rytířů v tzv. ledové bitvě na Čudském jezeře (5. dubna 1242). Brzy po Alexandrově smrti napsal jeden z jeho mladších současníků Žitije (legendu), ve kterém ho oslavil jako knížete – světce. Současně začal být uctíván v místě, kde byly  uloženy jeho ostatky, ve Vladimiru nad Kljazmou. Za vlády Ivana Hrozného byl roku 1547 prohlášen za svatého pravoslavné církve. Počátkem 18. století po vítězství nad Švédskem nechal Petr Veliký přenést jeho ostatky do nově založeného kláštera v Petrohradě, který byl Alexandru Něvskému zasvěcen. Legendami proslavený kníže se stal vedle apoštolů sv. Petra a sv. Pavla ochráncem nově založeného města a celého impéria.

## Doba mládí a dospívání
Alexandr se narodil jako druhorozený syn v rodině perejaslavského knížete Jaroslava Vsevolodoviče a jeho ženy Rostislavy – Feodosije. Za datum jeho narození je tradičně považován 30. květen 1220, ale mohl přijít na svět i později. Malý Alexandr i jeho starší bratr Fjodor byli odmala připravováni pro úlohu budoucích vládců. Již roku 1225 absolvovali slavnostní obřad uvedení do knížecího stavu (tzv. kňažeskij postrig), který vykonal vladimirský biskup Simeon. Jím se symbolicky stali knížaty z Monomachova domu, kteří měli za povinnost chránit ruskou zemi. Od té chvíle byli chlapci vychováváni jako bojovníci a velmi rychle dospívali.
Koncem roku 1226 byl Jaroslav pozván již počtvrté do Novgorodu, aby se zde stal knížetem. Tentokrát přivezl s sebou dva nejstarší syny Fjodora a Alexandra, kteří se zde měli seznámit s odlišným společenským zřízením země, jíž měli podle jeho přání v budoucnu vládnout. Již roku 1230 jmenoval kníže Fjodora a Alexandra svými zástupci v Novgorodu. Alexandr tak prakticky vyrůstal v Novgorodě, což položilo základ jeho vcelku dobrých vztahů k obyvatelům města. Křtem první válečné zkušenosti prošel na jaře 1234, kdy ho otec vzal s sebou na tažení do Livonska proti Řádu mečových rytířů. Křižáci utrpěli porážku na zasněžené pláni mezi pevností Dorpatem a řekou Amovží. Dobýt dobře opevněný Dorpat, kam se rytíři uchýlili, se však Rusům nepodařilo. Řád byl nicméně nucen uzavřít s Novgorodem mír a platit mu vysoké daně. Nedlouho poté napadli novgorodské území Litevci, kteří pronikli až k městu Staraja Russa nacházejícímu se na jižním břehu Ilmeňského jezera. Obyvatelé útočníky odrazili, kníže Jaroslav se vydal za nimi a porazil je. Také této vojenské akce se zúčastnil také mladý Alexandr.
V létě 1236 se Jaroslav stal velkoknížetem kyjevským a na novgorodský stolec dosadil se souhlasem věče svého syna Alexandra, který se tentokrát stal samostatným vládcem. Jeho bratr Fjodor mezitím roku 1233 zemřel. V postu novgorodského knížete setrval Alexandr  až do své smrti v roce 1263, což rozhodně nebylo v té době obvyklé. Roku 1252, kdy se odebral vládnout do vladimirsko-suzdalské země, tu však jmenoval jako zástupce (naměstniki) své syny. I poté však stále věnoval novgorodským záležitostem velkou pozornost.

## Boje se Švédy a Německým řádem

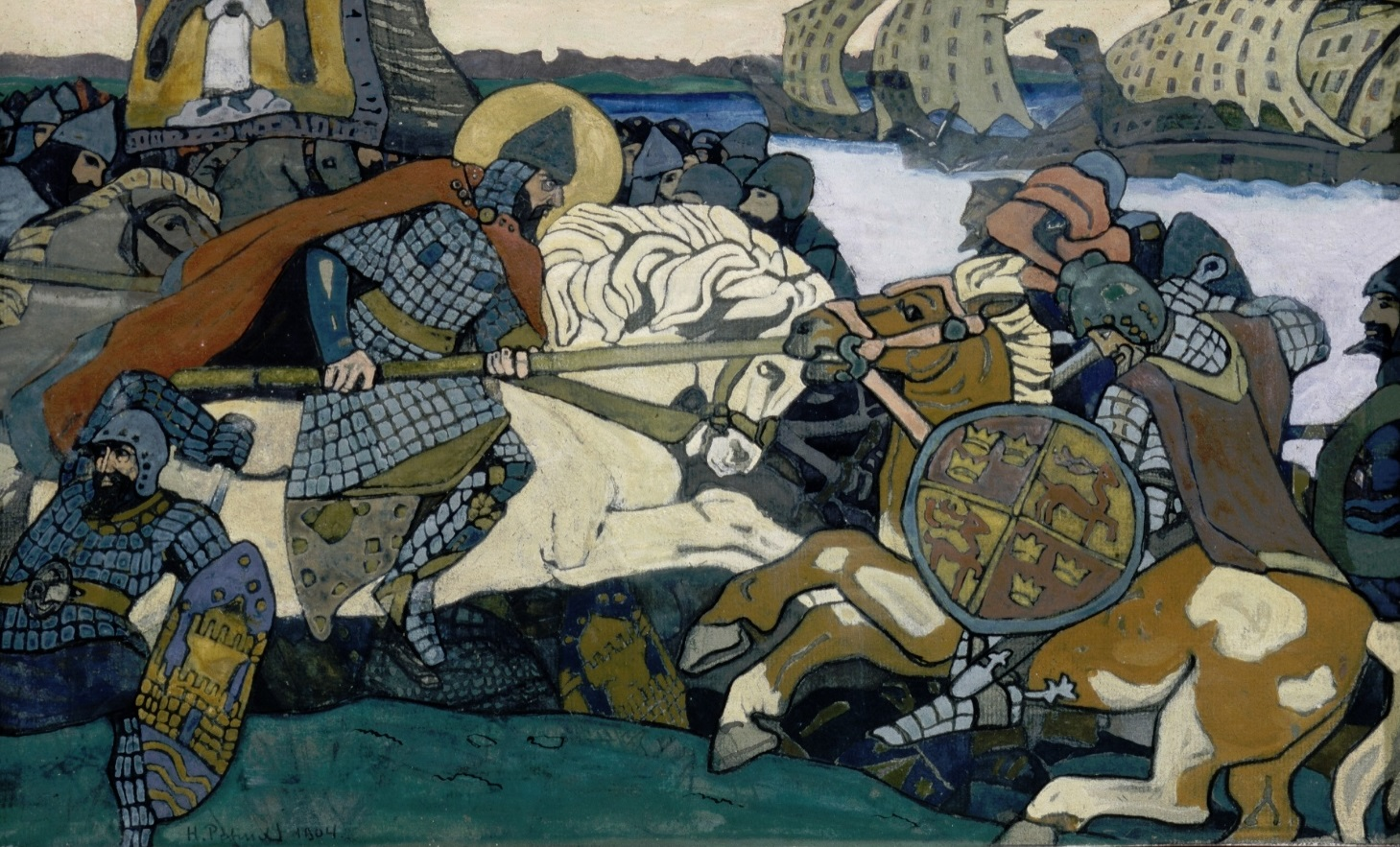
Alexandr Něvský vítězí nad švédským jarlem Birgerem v bitvě na řece Něvě

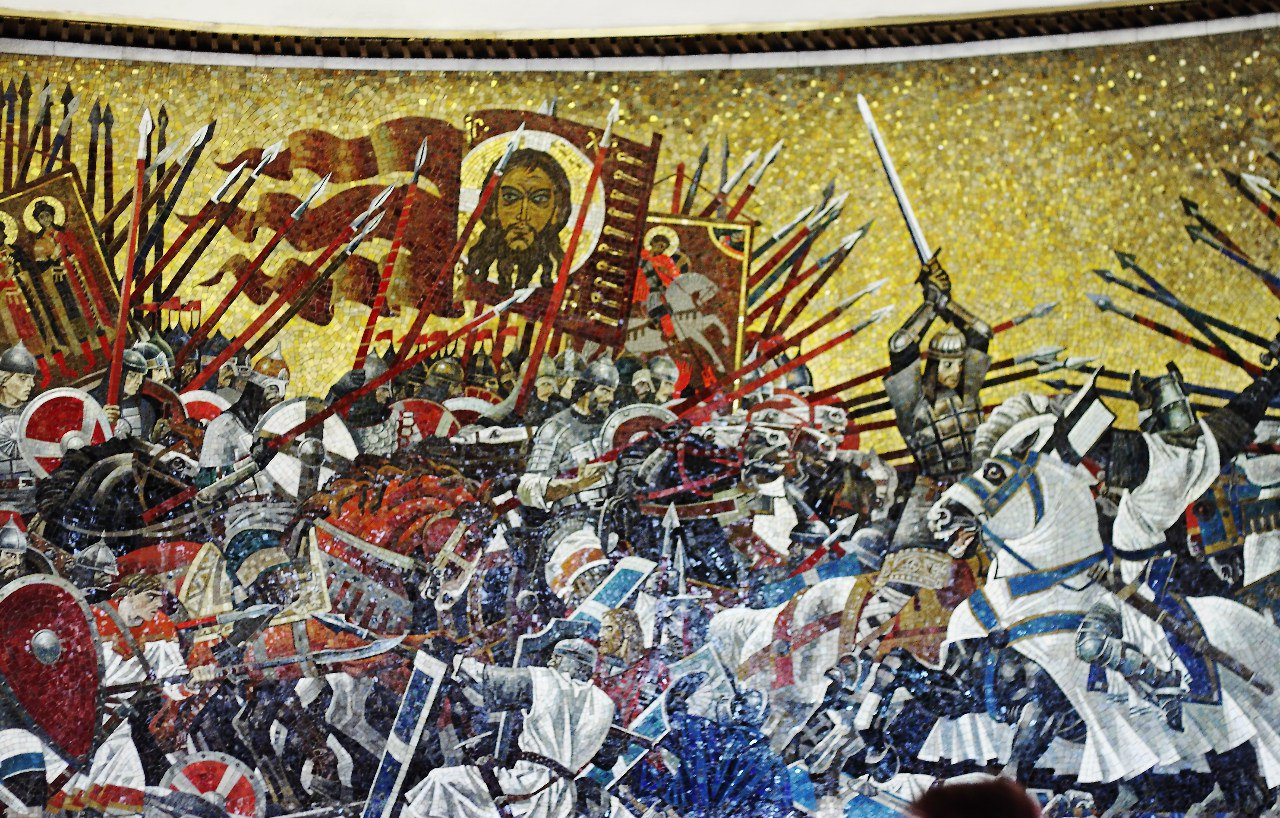
Alexandr Něvský poráží v bitvě na Čudském jezeře oddíly německých rytířů

V době Alexandrova nástupu na novgorodský knížecí stolec byla severozápadní Rus ohrožena expanzivními snahami Švédska a livonské větve Řádu německých rytířů. Roku 1240 se Švédové vylodili v ústí Něvy, ale byli poraženi novgorodským vojskem v čele s Alexandrem a donuceni k ústupu. Alexandr získal později, zřejmě koncem 15. století, čestný přídomek Něvský. Po vítězství nad Švédy se snažil upevnit svoji moc v Novgorodě, dostal se však do sporů s bojary a z města raději odešel.
Krátce po bitvě na Něvě zaútočili na Rus němečtí rytíři z Livonska a zmocnili se pevnosti Izborsk. Poté napadli Pskov, byli odraženi, ale vzápětí se ujali správy města, a to zřejmě se souhlasem větší části obyvatel, kteří byli ochotni raději uznat svrchovanost řádu než Novgorodu. Rytíři odsud podnikali další výpravy, při nichž se nebezpečně blížili k Novgorodu, za jehož hradbami hledali záchranu obyvatelé lokalit obsazovaných a pustošených Němci. Situace ve městě se vyostřovala a neurozené městské vrstvy se začaly dožadovat ozbrojeného odporu proti křižákům.
Novgorodští proto požádali Jaroslava Vsevolodoviče, který se mezitím stal velikým knížetem vladimirským, aby jim poslal syna nazpět. Jakmile přijel mladý vojevůdce do města, zahájil energicky přípravy na boj. Nechal budovat opevnění a shromažďoval veškerou dostupnou vojenskou hotovost z novgorodské země i poplatných oblastí nyní ohrožených křižáky. Poté vyrazil na sever, kde dobyl křižáckou pevnost Koporje a nechal ji rozbořit (1241). Následně vyhnal s pomocí svého bratra Andreje a vladimirsko-suzdalského vojska řádovou posádku z Pskova. Křižácké vojsko, které mělo vtrhnout na novgorodskou půdu severně Čudského jezera, zastavil Alexandr 5. dubna 1242 v tzv. ledové bitvě, která se odehrála na zamrzlé jezerní ploše.
V ruském dějepisectví byly obě bitvy obvykle značně zveličovány a líčeny jako obrana západních ruských hranic před agresí katolického Západu s cílem ovládnout Rus, vnutit ji katolickou víru a připojit pod jurisdikci papeže. Dnešní historici vidí situaci střízlivěji. Zdůrazňují, že obou bitev se zúčastnila jen menší vojska o maximálním počtu několika stovek bojovníků. Ostatně více jich ani livonská větev řádu německých rytířů neměla k dispozici. Střízlivý počet 20 mrtvých a 6 zajatých rytířů ve známé „ledové“ bitvě, který uvádí livonský pramen, pro ni mohl znamenat opravdu citelnou ztrátu, neboť počet livonských rytířů sotva přesahoval stovku. Obě historicky známé srážky v podstatě nepřekročily rámec širších pohraničních konfliktů, jež byly důsledkem soupeření o prosazení vlivu ve východním Pobaltí mezi Rusy (Novgorodem, Pskovem) na jedné straně a příchozími Němci nebo Švédy na druhé straně. To ovšem neznamená, že nebyly zatěžující, ale především pro pohraničí, nikoliv pro celou Rus – většiny ruských knížectví se vůbec netýkaly. Ta byla v té době devastována druhou vlnou mohutné expanze Mongolů na západ.

## Vztah k tatarským dobyvatelům a katolické církvi
Přestože si někteří novgorodští bojaři přáli spolupracovat s řádem proti Mongolům (Tatarům) kteří se po rozsáhlé expanzi do východní Evropy a dále na západ v letech 1237 až 1242 začali usazovat ve stepích dolního Povolží (Zlatá horda), rozhodl se Alexandr Něvský pro opačnou politickou orientaci. Jeho vítězství proti Švédům a křižáckým vojskům ocenil chán Zlaté hordy Bátú jako obranu území svého státu, potvrdil Alexandrova otce Jaroslava Vsevolodoviče na vladimirském velkoknížecím stolci a předal mu Kyjev. Následně ho však poslal k velkému chánovi do Kharakorumu a Jaroslav na této cestě zahynul. Poté byl do hordy pozván také Alexandr a jeho mladší bratr Andrej.  Roku 1252 získal Alexandr od mongolského chána jarlyk na velké knížectví vladimirské. 
Roku 1257 se Mongolové rozhodli vybírat na Rusi daně a museli proto nejdříve provést soupis obyvatelstva. Přijeli také do Novgorodu, přestože šlo o  jediné velké město, které během velké expanze nedobyli.  Roku 1259 vypuklo ve městě proti Tatarům povstání, které Alexandr na přání baskaků, mongolských výběrčí daní potlačil. Poté se Novgorod podřídil a začal platit Mongolům daně jako ostatní ruská města.
Alexandrovo zdánlivě rozporuplné jednání bylo v podstatě velmi pragmatické. Kníže měl zřejmě představu, že mongolská nadvláda je jen dočasnou záležitostí, zatímco spojenectví s řádem by mohlo vést k podřízení ruské církve Římu a nastolení unie, jejímž byl rozhodným odpůrcem. Po náboženské stránce byli totiž Tataři tolerantní (Bátú byl pohanem, jeho bratr a nástupce Berke prvním mongolským chánem, který přijal islám), pravoslavnou církev nepotlačovali, naopak využívali pravoslavné duchovenstvo k ovlivňování nižších vrstev obyvatelstva. Vést společný boj proti Mongolům, jak mu nabídl v roce 1247 papež Inocenc IV., proto Alexandr odmítl.

## Kanonizace a kult
Alexandr začal být uctíván jako světec již nedlouho po své smrti, i když zatím pouze ve Vladimiru, kde byly uloženy jeho ostatky v chrámu Rožděstvěnského kláštera, který byl tehdy archimandrií všech ruských klášterů. Původní Žitije, legenda o Alexandrově životě, byla napsána v 80. letech 13. století mnichem z okruhu osob blízkých tehdejšímu kyjevskému metropolitovi Kirillovi. Autor byl nejspíše Alexandrovým mladším současníkem, mohl tedy čerpat z vlastních vzpomínek a z vyprávění jeho spolubojovníků. Jeho práce obsahuje jak prvky hagiografického žánru, tak vojenské biografické pověsti s heroickými črtami. Jako klíčová událost v životě knížete je líčeno vítězství nad Švédy na řece Něvě, které svým významem daleko převyšuje porážku křižáků v ledové bitvě na Čudském jezeře i ostatní dramatické události Alexandrova života. Obraz neporazitelného vojevůdce však musel být stylizován tak, aby vysvětlil, proč má být Alexandr uctíván jako světec. Nebyla to vojenské vítězství a politické úspěchy, co hagiografa na něvské bitvě zajímalo nejvíce, ale její důsledky pro pravoslavnou církev a víru, ochrana pravoslaví před útokem západních katolíků.
16. února 1547 všeruský církevní sněm Alexandra Něvského oficiálně kanonizoval a stanovil jeho svátek v liturgickém kalendáři na den uložení jeho ostatků, tedy 23. listopadu. Alexandrův kult se rychle rozšířil po celé Rusi. Byl uctíván ve všech ruských pravoslavných chrámech, zasvěcovaly se mu nové chrámy, malovaly se ikony a chrámové fresky, kde byl vyobrazen po boku dalších významných světců.
Kanonizace se stala impulsem pro další rozmnožování a revidování legendy o jeho životě. Sakrální pojetí jeho osoby navazovalo na místní kult ve Vladimiru a Suzdalu a prezentovalo ho jako mnicha a divotvůrce Alexije, který se odvrací od světského života. Žitije nezdůrazňovalo světské činy vládce, ale zázraky, především ty, které se údajně udály na jeho hrobě a jejichž počet vzrůstal s každou další redakcí alexandrovské legendy. Tomu odpovídalo také současné výtvarné pojetí – nebyl zpodobňován jako vítězný vojevůdce nebo panovník, ale jako svatý mnich v mnišském oděvu.
Velkého významu nabyla alexandrovská tradice za vlády Petra I. Velikého na počátku 18. století. Po svém vítězství nad Švédy v severní válce a uzavření nystadského míru v roce 1721 povýšil car Alexandra Něvského do role ochránce ruského impéria a učinil ho vedle biblických světců apoštolů Petra a Pavla patronem nově založeného Sankt-Petersburgu. Paralela byla zcela zjevná. Také Alexandr kdysi zvítězil nad švédskými útočníky. Petr I. založil na předpokládaném místě bitvy na Něvě na Alexandrovu počest monastýr a nechal sem z Vladimiru přenést jeho ostatky. Jejich slavnostní uložení se konalo 30. srpna 1724, v den třetího výročí nystadského míru. Na tento den byl také z 23. listopadu v liturgickém kalendáři přeložen jeho svátek. Car zakázal zobrazovat nadále Alexandra Něvského jako zbožného mnicha. Jeho symbolická transformace směřovala k obrazu velkoknížete ve slavnostním oděvu moskevských carů, zakladatele dynastie a ochránce impéria.
Roku 1725 založila carevna Kateřina I. podle odkazu svého zesnulého chotě řád sv. Alexandra Něvského, jenž byl udělován významným vojenským i civilním státním činitelům, kteří se zasloužili o blaho ruské říše. Stalo se tak u příležitosti sňatku jejich dcery Anny Petrovny s holštýnsko-gottorpským vévodou Karlem Fridrichem, jemuž byl řád udělen jako prvnímu.
V roce 2008 skončil Alexandr Něvský v anketě Jméno Ruska na prvním místě před Pjotrem Stolypinem a Stalinem.